# ヨーロッパカヤクグリ
ヨーロッパカヤクグリ（ヨーロッパ茅潜、ヨーロッパ萱潜、英: Dunnock、学名: Prunella modularis）は、全長約14cmの小型のスズメ目の鳥類で、本種のほかは山岳種から構成されるイワヒバリ科のうち、最も広範囲におよぶ種である。ヨーロッパやアジア西部に自然分布するほか、ニュージーランドにも移入分布し、主に疎林や低木地、庭園および生垣に生息する。本種は淡褐色で特徴のない外観をもつが、繁殖においては多様な配偶様式と特異な交尾行動が認められる。また、カッコウの仮親としても知られている。

## 名称
英名は Dunnock であるが、ときに Hedge Accentor （生垣イワヒバリ）、Hedge Sparrow （生垣スズメ〈イケガキスズメ〉）、Hedge Warbler （生垣ムシクイ）とも呼ばれる。
英名の "dunnock" は、「褐色」の意のケルト語、ないし、英語の dun （灰褐色、暗色）と指小辞の -ock （「小さい」）によるとされ、また、英語の "accentor" は、後期古典ラテン語からのもので、ほかで歌うものを意味する。
学名のうち、属名の Prunella （カヤクグリ属）は、ドイツ語の "Braunelle" と同様、中世ラテン語の prunus = brunus （独: braun、英: brown、褐色）と -ella （指小辞女性形）より、「褐色の（小鳥）」の意である。種小名の modularis は、ラテン語 modulus（英: melody、諧調）より、「調子よく歌う」の意で、雄の快いさえずりに由来する。

## 形態
全長約 14 cm (13–14.5 cm)。体重約 21 g。平均値では雄のほうが雌よりわずかに大きい。ヨーロッパコマドリ大の鳥で、外観はほとんど淡褐色であり、上面の縞模様の背や全体の形は小型のイエスズメに少し似る。また、褐色を帯びた下面と、ムシクイ類のように先のよく尖ったくちばしをもつ。成鳥の頭部および胸は灰色で、頭上や耳羽は灰褐色。雌雄ほぼ同色であるが、雄のほうが雌よりやや頭部や喉に灰色みがある。足は赤褐色。大雨覆の縁には淡色の細い斑がある。

## 分布
ヨーロッパの温暖な西部および南部の地域から、中東のトルコやイラン北部、それにコーカサスなどに留鳥として生息する。北方の地域では夏鳥であり、冬季は寒冷地から南に渡り、北ヨーロッパの個体は主に9月から3・4月の間、南方で過ごす。アフリカ北部でも少数が越冬する。中東では主に留鳥として生息するが、冬季にはイラン北・西部のほか、イラク北部、キプロス、イスラエル、ヨルダンなどでも見られる。
ニュージーランドには、19世紀の1865年から1896年のうちに、果樹園の害虫抑制のためにイングランドより移入され、現在、チャタム諸島、アンティポデス諸島、オークランド諸島、キャンベル島を含むほぼ全土にわたって分布する。

### 生息場所
針葉樹（トウヒ属 Picea、ビャクシン属 Juniperus）林や混交林、低い藪が茂る森林、疎林、低木地、ヒース地帯、農耕地、公園、庭園、生垣などに生息する。ときに市街地の空地および雑木のある沿岸の崖や砂丘にも見られる。山岳種として山地で繁殖するほかのイワヒバリ類と違い、本種は旧北区の南方分布域を除く山地帯には生息しない。

## 亜種
8亜種に分類される。
- P. m. hebridium Meinertzhagen, R, 1934 - アイルランド、アウター・ヘブリディーズ、インナー・ヘブリディーズ、スコットランド西部に分布する[20]。
- P. m. occidentalis (Hartert, E, 1910) - スコットランド東部、イングランド、ウェールズ、フランス西部に分布する[20]。
- P. m. modularis (Linnaeus, 1758) - 基亜種。ヨーロッパ東・中部。冬季は地中海西部の島々およびアフリカ北部まで分布する[20]。
- P. m. mabbotti Harper, 1919 - フランス南西部からピレネー山脈、イベリア半島、アペニン山脈にかけて分布する[20]。
- P. m. meinertzhageni Harrison & Pateff, 1937 - ユーゴスラビア南部、ブルガリアに分布する[20]。
- P. m. fuscata Mauersberger, 1971 - クリミア半島の山地に分布する[20]。
- P. m. euxina Watson, 1961 - トルコ北部からコーカサス山脈西部にかけて分布する[20]。
- P. m. obscura (Hablizl, 1783) - コーカサス、トルコ東部からイラン。冬季はレバノン山脈まで分布する[20]。

## 生態
雑木林や生垣に居て目立たないことが多い。水浴びをすることが知られ、地上を走り乾かした後、地面で日光を浴びる。

### 鳴き声

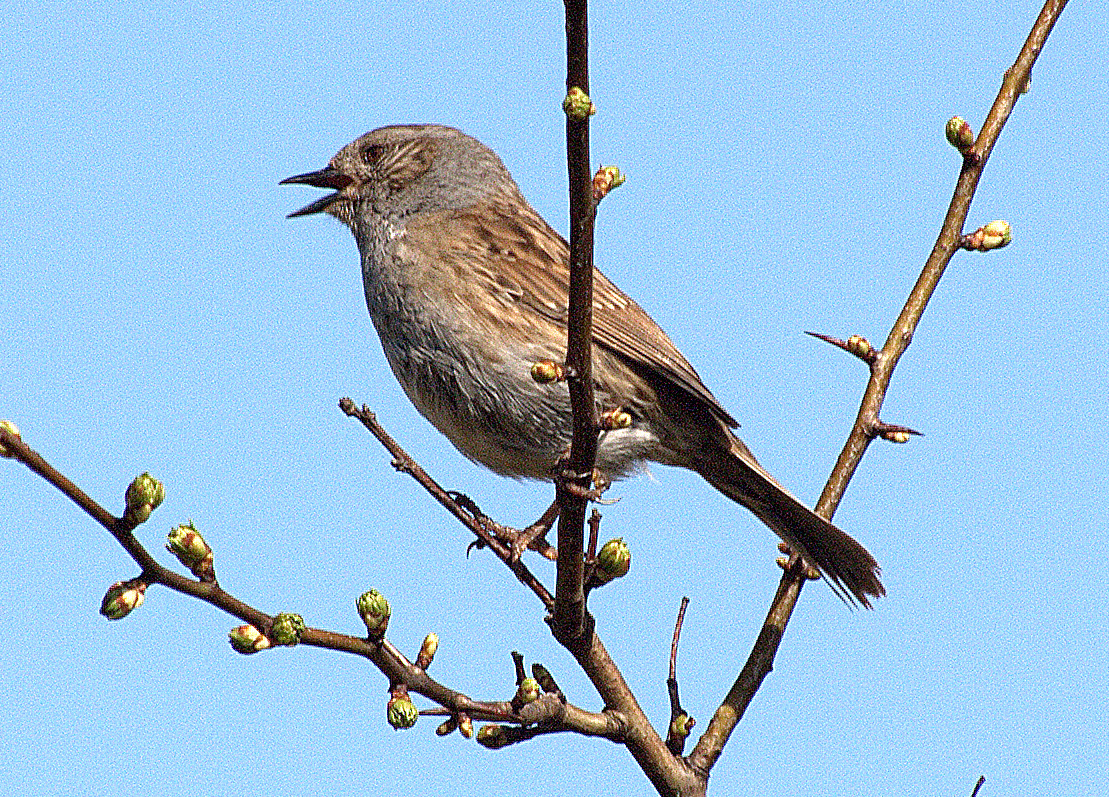
止まり木で鳴くヨーロッパカヤクグリ

ヨーロッパカヤクグリの地鳴きは、主に甲高くて、持続する「チープ」 ‘tseep ’ (‘seep ’、‘seeh ’、‘steei ’) と高く震わせる声で、しばしば鳥の声がなければ目立たない場所を示す。さえずりは、「チリチリチリ」 ‘teep titteri-teep titteri-teep ’ と4-5秒間隔で繰り返される。速くて、細く鈴の音ように鳴き、ミソサザイと混同されるが、より短くて弱い、優しいさえずりである。また、巣に捕食者が接近すると、「ツィープ」と高い声で鳴き、巣にいる雛に危険を伝える。

### 採食
繁殖期である夏季のうちは主に昆虫や幼虫を採餌し、冬季になると一般にさまざまな種子を採食する。単独もしくはつがいで、足を引きずるように歩くかまたは跳ね歩きながら、開けた場所で採餌する。

### 繁殖
繁殖期は3月下旬から8月にわたり、移入されたニュージーランドでは8月から翌2月にかけて繁殖する。

#### 縄張り
ヨーロッパカヤクグリは、縄張りや巣を脅かすほかの鳥類と争うこともある。縄張りは雌雄それぞれに有するが、重複している。ときに雄は縄張りを共有し、かつ、厳格な順位制を示す。それにもかかわらずこの社会的優位性は、通常、父性が群れの雄の間に共有されることから、繁殖に関して優位の雄（英:  alpha male）の利益にはつながらない。さらに、群れの個体はほとんど類縁でないことから争いが生じることがある。
雌の縄張りの範囲にはほとんどの場合、ほかが入る余地はない。しかし、ときに複数の雄が、複数の雌のいる一つの縄張りを守るために協力する。雄は群れのなかで強い順位制を示し、以前に産まれた雄が優位の雄となる傾向があり、そして1年目の雄が通常2番目（英: beta）となる。研究からは、近縁の雄が縄張りを共有することはほとんどないとされる。
雌に近づくための雄の努力量は、通常、餌の分布によって影響を受ける雌の領域の広さに依存する。餌が豊富な地域に生息する場合、雌の領域は狭くて、雄が占有しやすくなる傾向がある。それに続く配偶様式が、後述するように、雄には高い繁殖の成功を、雌には比較的低い結果をもたらす。餌のない場合には、資源不足に順応するため雌の縄張りは広くなり、雄は雌を占有することがより困難なことになる。そのため、この場合には雌が雄以上に繁殖の優位性を得る。

#### 配偶様式
ヨーロッパカヤクグリは、繁殖において多様な配偶様式（一夫一妻・一夫多妻・一妻多夫・多夫多妻）を有する。本種は多くの場合が一妻多夫であり、雌は一度に2羽またはそれ以上の雄と繁殖行動をとる。一妻多夫は鳥類のなかでは非常にまれで、鳥類の種のうち1%以下 (0.4%) がそのような交配様式を示し、大多数は1羽の雄と1羽の雌が繁殖する一夫一婦である。このような配偶様式は、求愛する雄の間の精子競争を生じさせる。雄は雌への交配接近を争い、DNA型鑑定では、繁殖力のある雌への占有接近の成功に応じて、一孵りの雛（ひな）のなかにしばしば異なった雄親があることを示している。雄は交尾の成功に比例して雛の世話をするため、2羽の雄を認めることは珍しくなく、一般に、2羽の雄と1羽の雌が、1つの巣で雛に給餌しているのが見られる。
そのほかの配偶様式もまた、雌に対する雄の比率や縄張りの重複に応じてヨーロッパカヤクグリの個体群に生じる。1羽の雌と1羽の雄の縄張りだけが重なり合うときには、一夫一婦が優先される。ときに2-3か所の隣接した雌の縄張りが1羽の雄の縄張りに重なり、雄が数羽の雌を占有する場合などは、一夫多妻が選択される。多夫多妻もまた、2羽の雄が共同で複数の雌のいる縄張りを守る場合に認められる。この配偶様式はシギダチョウ類や平胸類（走鳥類）のほかヨーロッパカヤクグリなど一部の鳴禽類にも特異的に見られる。しかしながら、自然界で見られるヨーロッパカヤクグリの最も一般的な配偶様式は一妻多夫である。個体群にもよるが、雄は通常、一夫多妻の個体群において最良の繁殖成功度があり、雌は一妻多夫の場合に優位性をもつ。
研究では、ヨーロッパカヤクグリの配偶様式の可変性が明らかにされている。豊富に餌が認められる場合、雌の縄張りの広さは大幅に縮小する。その結果、雄はより容易に雌を占有することができる。このように配偶様式は、雌の成功に有利にはたらくもの（一妻多夫）から、雄の成功を促進するもの（一夫一妻、多夫多妻、一夫多妻）へと転換することができる

#### 交尾行動

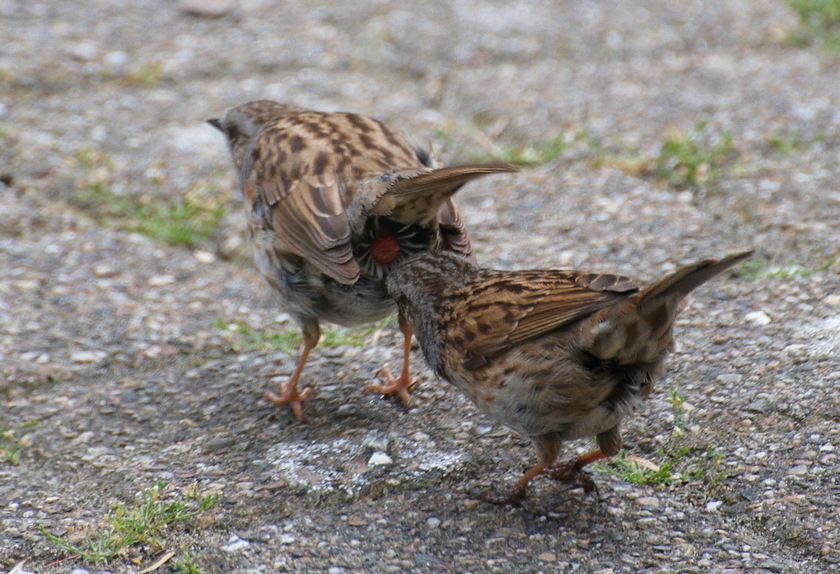
ヨーロッパカヤクグリの雄は、交配前に雌の総排出腔をつつく

雄は、機会を得ると雌に接近して後ろで跳ねる。同意した雌はうずくまり、羽毛を膨らませるようにして左右に下げた翼を震わせる。雌の周りを興奮した雄が回るうち、雌は尾を上げて左右に震わせ、総排出腔を露出させる。雄は交尾の前に、雌の露出した総排出腔をつついて刺激することにより、雌が最近交尾したほかの雄の精液を排出させ、自身の父性を確実なものにしようとする。刺激された雌の総排世腔から、前に交尾した別の雄の精子を含む小滴が排出され、雄がそれを確認した後、交尾が行なわれる。交尾はほんの数分の1秒であり、数秒を要する多くのスズメ目の鳥と著しく異なる。ヨーロッパカヤクグリは、1日に100回以上交尾できるといわれ、雌は、繁殖の初めのうちおよそ10日間は1時間に約2回の割合で交尾する。

#### 営巣・産卵

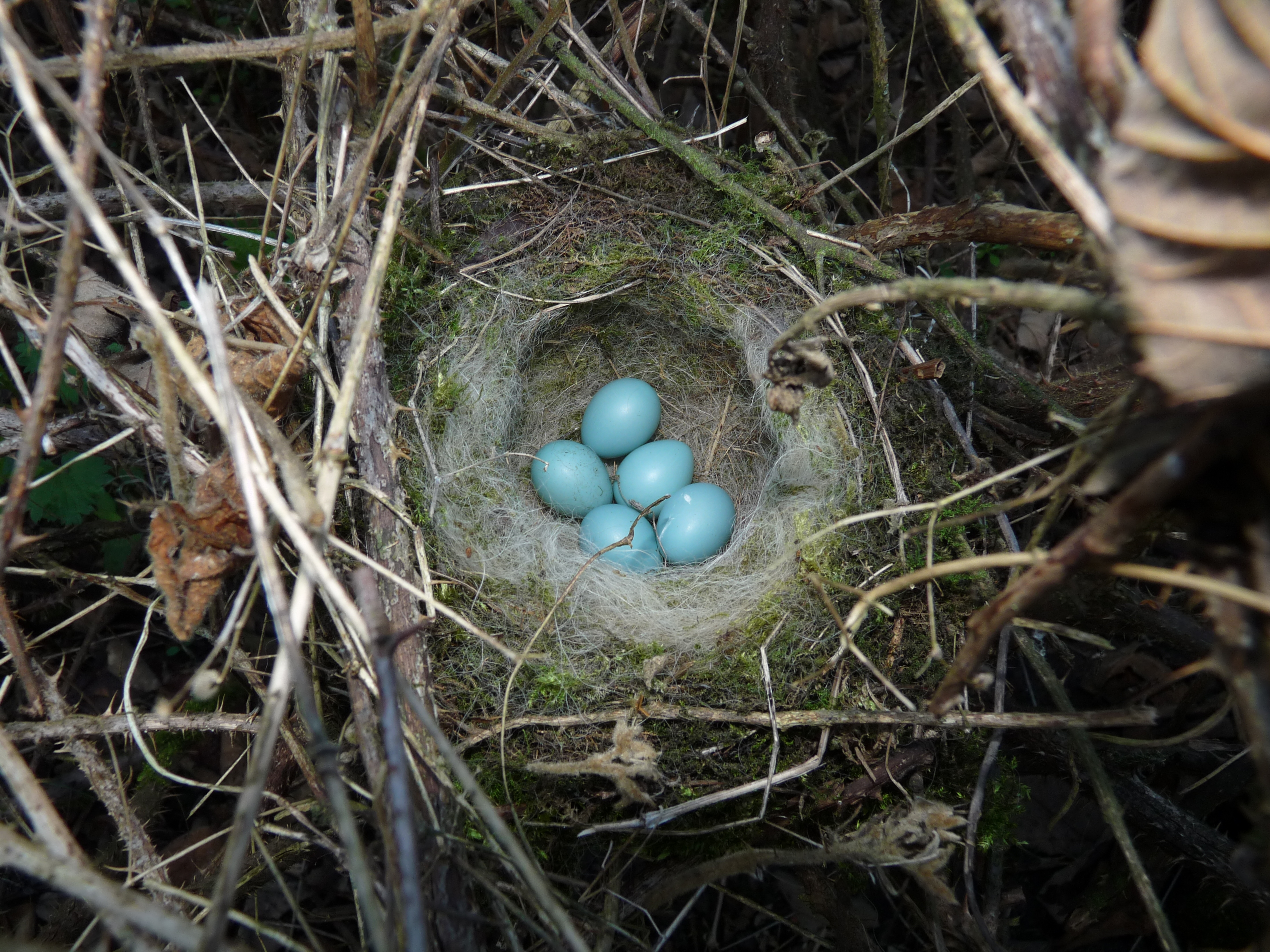
ヨーロッパカヤクグリの巣と卵

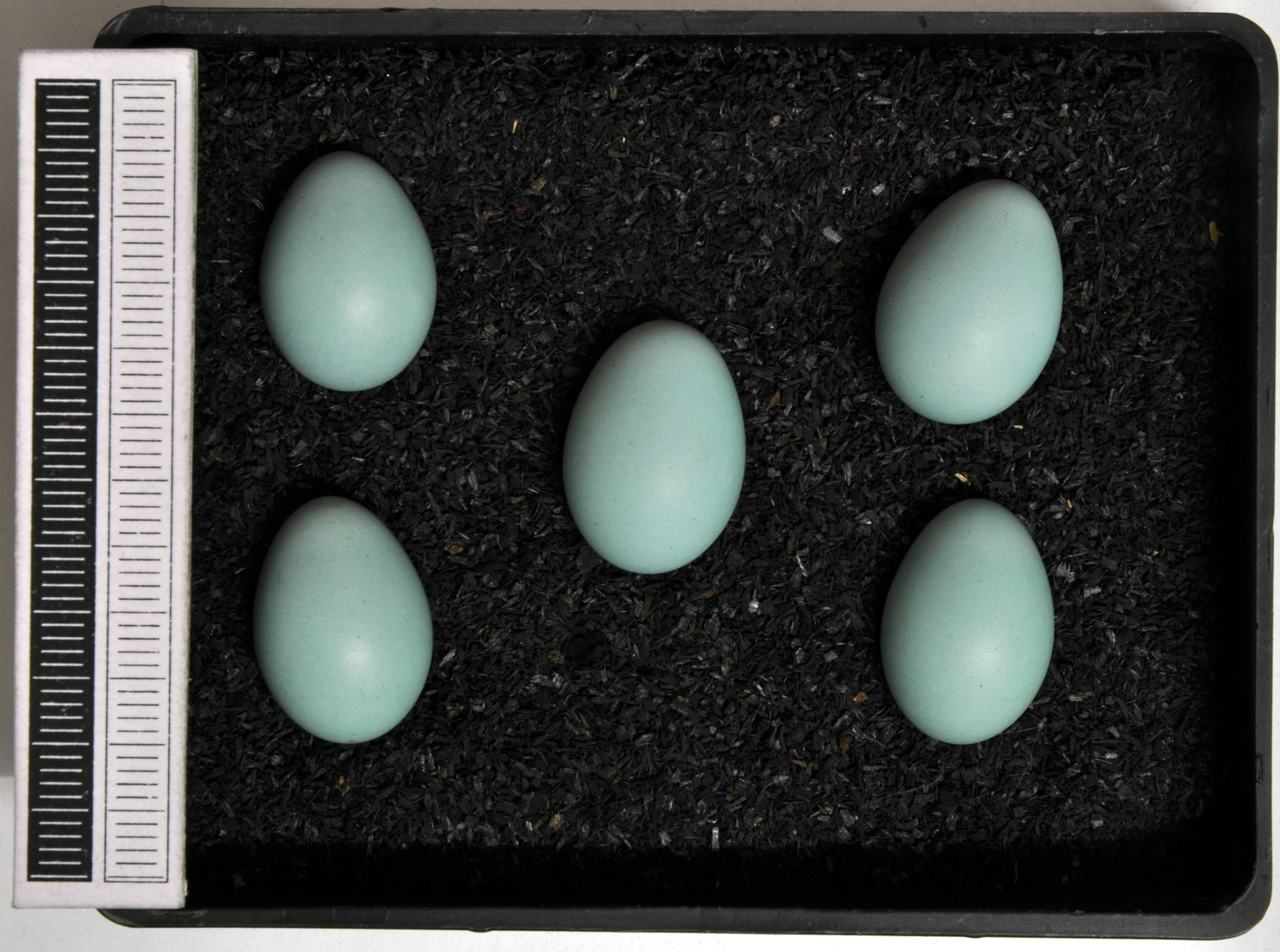
卵殻標本（ヴィースバーデン博物館）

ヨーロッパカヤクグリは、低木林や針葉樹林、疎林、公園、庭園、沿岸の崖などの低く藪が茂る、通常、地上1.8m以内の場所に、小枝、葉、苔、細根を主な巣材として小さく整った椀型の巣をつくり、なかに産座として獣毛や毛糸、苔のような柔らかい素材を敷く。イギリスでは3月より営巣が始まり、ときにツバメやクロウタドリの古巣も利用する。雌は約 20 mm × 15 mm (17–22 mm×13–15 mm) の斑のない青緑色の卵を4-5個、まれに3個または6個産み、抱卵も雌が行う。14-15日で孵化し、雛は、つがいの雌雄およびもう1羽の雄などにより育雛される。雛は12-15日で飛べるようになるが、さらに14-17日間は給餌を受ける。

#### 育雛・給餌
一腹の雛は、母鳥の集団に依存し、1羽の雌、または、ときに雄の援助のある複数の雌や、常に雄の手助けのある複数の雌、あるいは複数の雌と複数の雄によって育てられる。つがいの雄と雌は同じ割合で雛の世話をする。また一方、雌雄のつがいともう1羽の雄の場合、2番目の雄（英: beta male）よりも、雌および優位の雄のほうがより多く雛の世話をする。雌が雄から逃げ去ることのできる領域においては、優位の雄と2番目の雄の両方が同等に給餌を分担する。この最後の様式は、雌にとって最良の仕組みを示しており、それは最大限の世話と雛の成長を確実なものとするのに役立つ。
ある研究では、一妻多夫あるいは多夫多妻の様式において、雄は自分の雛とほかの雄の雛とを差別しない傾向があることが認められた。しかしながら、かれらは父性の確実さに応じてその給餌に変化をつける。もし1羽の雄が特定の交配期間に1羽の雌に多く接し、そのため成功受精の可能性が高い場合、その雛のためによりいっそう世話をすると考えられる。

### 托卵
ヨーロッパカヤクグリはカッコウの仮親でもある。1912-1933年、イングランドのエセックスにおける調査では、托卵のあった509巣のうち、302巣がヨーロッパカヤクグリの巣であった。現在、イギリスの農地や森林の周辺および低木地におけるカッコウの托卵は本種に特化している。
カッコウは、ほかの仮親が卵を区別することを学んで以来、仮親に合う卵に進展させたが、ヨーロッパカヤクグリの場合、その卵は無地でほかのイワヒバリ科の種と同様に青みを帯びており、托卵される卵と似ていないにもかかわらず、カッコウの卵を受け入れている。これは本種が、歴史的にそれまで托卵されてこなかったことから、似ていない卵も受け入れ、そのためカッコウもこの仮親に似た卵を産まないことによる。カッコウは仮親が卵を区別するようになると、卵を似せるように進化すると考えられるが、1939-1982年のイギリスにおける托卵率は、本種2万3352巣のうちの2%であり、比率的に托卵の影響が少ないことから、区別するに至っていないと考えられる。
ヨーロッパカヤクグリの孵化までの抱卵日数は12-14日であるが、カッコウの卵の場合は11日であり、約1日前に孵ったカッコウの雛は、仮親であるヨーロッパカヤクグリの卵や後に孵った雛を巣から追い出す。

## 文化的描写
カッコウの托卵について、チョーサーの 『鳥たちの議会』 The Parliament of Fowls （1382年）では、コチョウゲンボウが、カッコウに対する一つに、「あなたを育ててきたヨーロッパカヤクグリ（中英語: heysugge）を、枝の上で殺すもの！」といって非難している。また、シェイクスピアの『リア王』 King Lear （1605年頃）では、王が不実な娘たちを溺愛し続ければその娘たちに滅されることを、道化は伝承をあげ、「ヨーロッパカヤクグリ (hedge-sparrow) があまりに長くカッコウに餌をやり、とうとうその雛に頭を食いちぎられ」とリアに語っている。ギルバート・ホワイトは、『セルボーンの博物誌』 The Natural History and Antiquities of Selborne （1789年）のなかで、「ヨーロッパカヤクグリが、偽の卵のひどく不均衡な大きさにあきれることもなく、カッコウの卵に座る気になるのかと不思議に思うのはもっともだが、その理性のない生き物 (brute creation) は、大きさ、色、あるいは数の概念がほとんどないのだろう」と記している。
聖職者・博物学者であるF. O. モリスは、1856年、A History of British birds でヨーロッパカヤクグリについて、「控えめで、静かで寡黙だが、内気でなく、その振る舞いや習慣は謙虚で質素であり、その衣服は地味で気取らず、同時にいつもきちんとして上品である」として、ヨーロッパカヤクグリの質素な生活を手本として見習うよう皆に勧めた。しかし、これは本種の一面を観察したものであり、その地味な見かけとは違う、特異な配偶様式を認識していなかったことによる。